# Kriegerdenkmal Meineweh (Erster Weltkrieg)

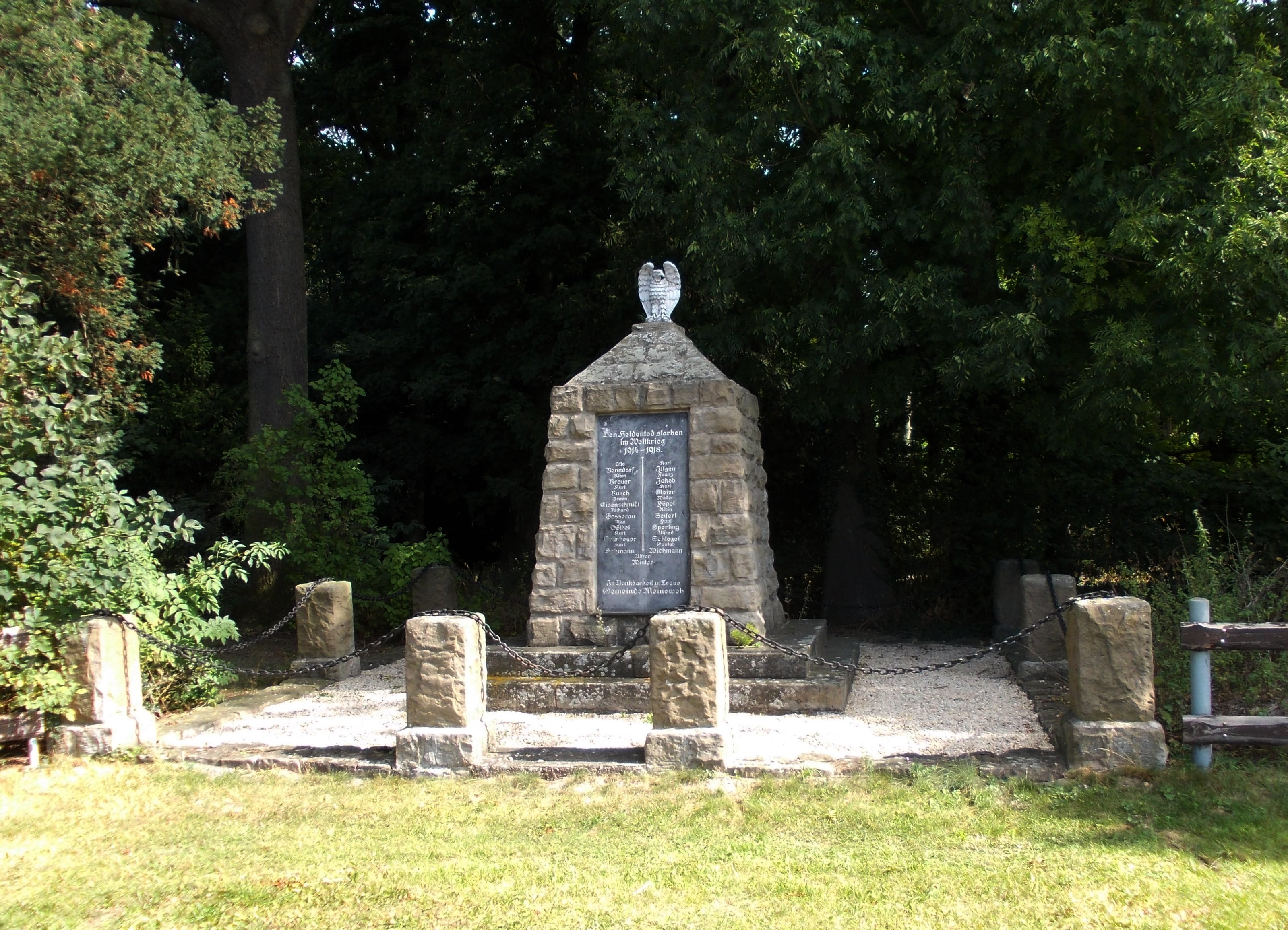
Kriegerdenkmal Erster Weltkrieg in Meineweh

Das Kriegerdenkmal Meineweh des Ersten Weltkriegs ist ein denkmalgeschütztes Kriegerdenkmal der Gemeinde Meineweh in Sachsen-Anhalt. Im örtlichen Denkmalverzeichnis ist die Gedenkstätte unter der Erfassungsnummer 094 85345 als Baudenkmal verzeichnet.
Das Kriegerdenkmal für die Gefallenen des Ersten Weltkriegs wurde am 28. Oktober 1923 enthüllt und wurde vom Bildhauer Schlehan aus Weißenfels gestaltet. Auf einem mehrstufigen Sockel erhebt sich eine Stele die von einem Adler gekrönt wird. Der Adler scheint die Ruhe der unter dem deutschen Adler Gefallenen zu bewachen. In Stele ist eine Gedenktafel aus belgischem Granit angebracht. Diese enthält die Inschrift Den Heldentod starben im Weltkrieg 1914-1918 In Dankbarkeit und Treue Gemeinde Meineweh sowie die Namen der 17 Gefallenen des Krieges.
Neben diesem Denkmal existiert nach ein Kriegerdenkmal für die Gefallenen der Koalitionskriege.

## Quelle
- Kriegerdenkmal Meineweh (Erster Weltkrieg), abgerufen am 14. September 2017.